# Golabandha
Golabandha es una ciudad censal situada en el distrito de Ganjam en el estado de Odisha (India). Su población es de 6232 habitantes (2011). Se encuentra a  8 km de Brahmapur y a 168 km de Bhubaneswar.

## Demografía
Según el censo de 2011 la población de Golabandha era de 6232  habitantes, de los cuales 3776 eran hombres y 2456 eran mujeres. Golabandha tiene una tasa media de alfabetización del 82,11%, inferior a la media estatal del 72,87%: la alfabetización masculina es del 90,93%, y la alfabetización femenina del 68,10%.